# Bethel Springs
Bethel Springs es un pueblo ubicado en el condado de McNairy en el estado estadounidense de Tennessee. En el Censo de 2010 tenía una población de 718 habitantes y una densidad poblacional de 128,64 personas por km².

## Geografía
Bethel Springs se encuentra ubicado en las coordenadas 35°14′5″N 88°36′42″O / 35.23472, -88.61167. Según la Oficina del Censo de los Estados Unidos, Bethel Springs tiene una superficie total de 5.58 km², de la cual 5.58 km² corresponden a tierra firme y (0%) 0 km² es agua.

## Demografía
Según el censo de 2010, había 718 personas residiendo en Bethel Springs. La densidad de población era de 128,64 hab./km². De los 718 habitantes, Bethel Springs estaba compuesto por el 82.31% blancos, el 16.85% eran afroamericanos, el 0.14% eran amerindios, el 0.14% eran asiáticos, el 0% eran isleños del Pacífico, el 0.14% eran de otras razas y el 0.42% pertenecían a dos o más razas. Del total de la población el 1.39% eran hispanos o latinos de cualquier raza.